# Ле Мюэ, Пьер
Пьер Ле Мюэ  (фр. Pierre Le Muet, 7 октября 1591, Дижон — 28 сентября 1669, Париж) — французский военный инженер, архитектор, теоретик архитектуры и издатель.

## Биография
Пьер Ле Мюэ родился в Дижоне. Его отец, Филипп Ле Мюэ, был гвардейцем артиллерийского корпуса в Бургундии. Имя Пьера Ле Мюэ упоминается в 1616 году как «ординарного королевского архитектора» (аrchitecte оrdinaire du Roi), когда ему выплатили вознаграждение за проект (в виде макета) Люксембургского дворца. В 1617—1637 годах Ле Мюэ служил военным инженером. В этом качестве он сопровождал королевские армии на юге Франции. Сохранились планы укреплений в Пикардии (датированные 1631 годом, хранятся в Библиотеке Арсенала в Париже). В 1631 году Ле Мюэ женился на Мари Отисье (Marie Autissier), дочери Жана Отисье, одного из ведущих строительных подрядчиков того времени. Это приблизило Ле Мюэ к кругу его современников-архитекторов: Жака Лемерсье , Франсуа Мансара и Луи Лево.

## Архитектурное творчество
Ле Мюэ разработал проект церкви Нотр-Дам-де-Виктуар в Париже (1629), но строительные работы были прерваны на раннем этапе.
Начиная с 1637 года Ле Мюэ разрабатывал проекты замков, в том числе: Шато Шавиньи (1637—1645, разрушен в 1833 году), шато Бутийё в Лерне, замок Пон-сюр-Сен (1638—1644; разрушен в 1814 году) для Клода Бутийё; и замок Танле в Бургундии (1642—1645), а также возводил отели в Париже, самый грандиозный из которых, Hôtel d’Avaux (1644—1650), сохранился и тщательно отреставрирован как важный памятник истории и культуры.
Ле Мюэ завершал строительство церкви Валь-де-Грас (1667), построил ещё несколько отелей в Париже, в том числе Отель де Шеврёз (Hôtel de Chevreuse) для Мари де Роан-Монбазон, герцогини де Шеврёз (1660) и Отель Ратабон (Hôtel de Ratabon) для Антуана де Ратабон (1664). Его проекты считают менее изобретательными, чем у Луи Лево, но «более классически правильными»
Гравёр Даниэль Маро Старший работал над сборником гравюр «Французская архитектура» в том числе по чертежам, предоставленным Ле Мюэ.

## Вклад историографию архитектуры
Ле Мюэ приобрёл известность как теоретик-историограф архитектуры и издатель. Его книга «Способ строительства зданий для всех людей» (Manière de bâtir pour toutes sortes de personnes, 1623, 1647) пользовалась большой популярностью. В книге собраны проекты и увражи типовых зданий, рассчитанных на одиннадцать классов возможных покупателей: от самых простых и дешёвых построек до дорогих отелей и роскошных загородных особняков. По мнению историка К. Миньо, образцом для Ле Мюэ в этом предприятии был С. Серлио, его шестая (не изданная) книга из цикла «Книг об архитектуре» (Architettura, degli livingationi de tutti li gradi degli huomini) была известна во Франции в рукописи. «Способ строительства зданий» с «дополнениями» был переиздан Жаном Де Пюи в 1663—1664 годах и Франсуа Жолленом в 1681 году; в Лондоне в 1670 году был опубликован перевод на английский язык Роберта Прайка.
В 1631—1632 годах Ле Мюэ опубликовал французский перевод книги Дж. Виньолы «Правило пяти ордеров архитектуры» (Regola delle cinque ordini d’architectura) по голландскому изданию 1619 года. Ле Мюэ включил в это издание несколько ранее не известных гравированных проектов. Он также опубликовал французскую версию 1645 года первой книги издания «Четыре книги об архитектуре» А. Палладио, за которой в 1650 году последовала более точная и полная версия Фреара де Шамбре.